# بخشتيه
بخشتيه هي قرية لبنانية من قرى قضاء عاليه في محافظة جبل لبنان.